# Красногвардейский район (Крым)
Красногварде́йский райо́н (укр. Красногвардійський район, крымскотат. Qurman rayonı, Къурман районы; до 1944 года — Тельманский район) — административно-территориальная единица (район) и одноимённое муниципальное образование (муниципальный район) в Республике Крым Российской Федерации (согласно позиции России, фактически контролирующей Крым). Упразднённый район Автономной Республики Крым Украины (согласно позиции Украины).
Расположен в степном Крыму, в центральной части республики. Большую часть территории занимает распаханная степь.
Административный центр — пгт Красногвардейское.

## История

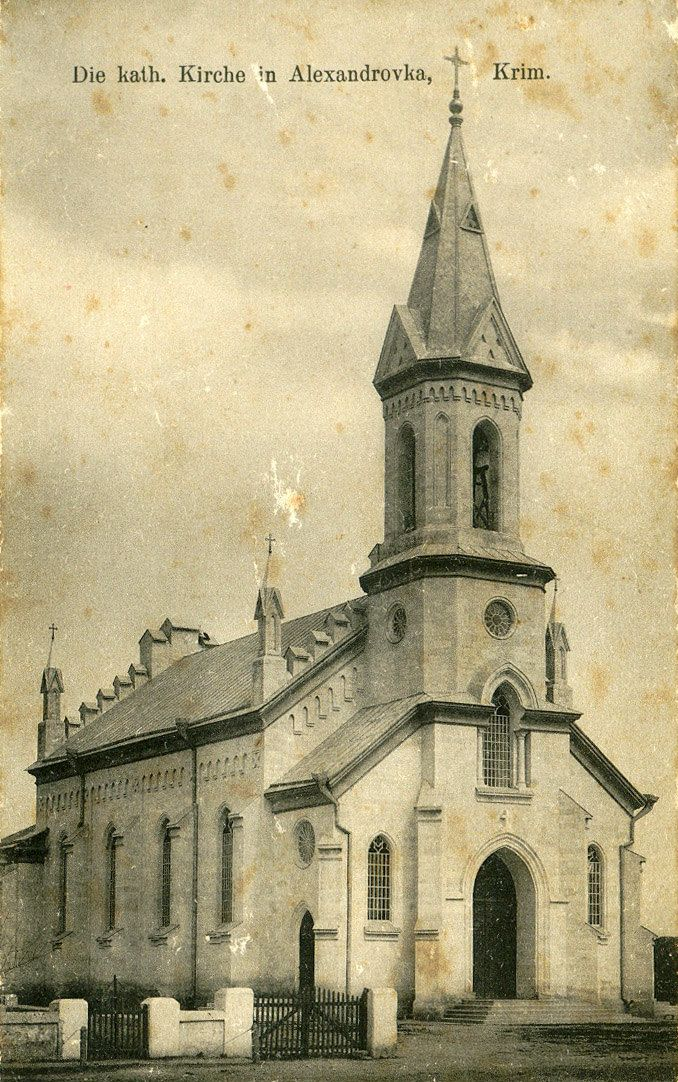
Костёл Сердца Иисуса Христа в Александровке

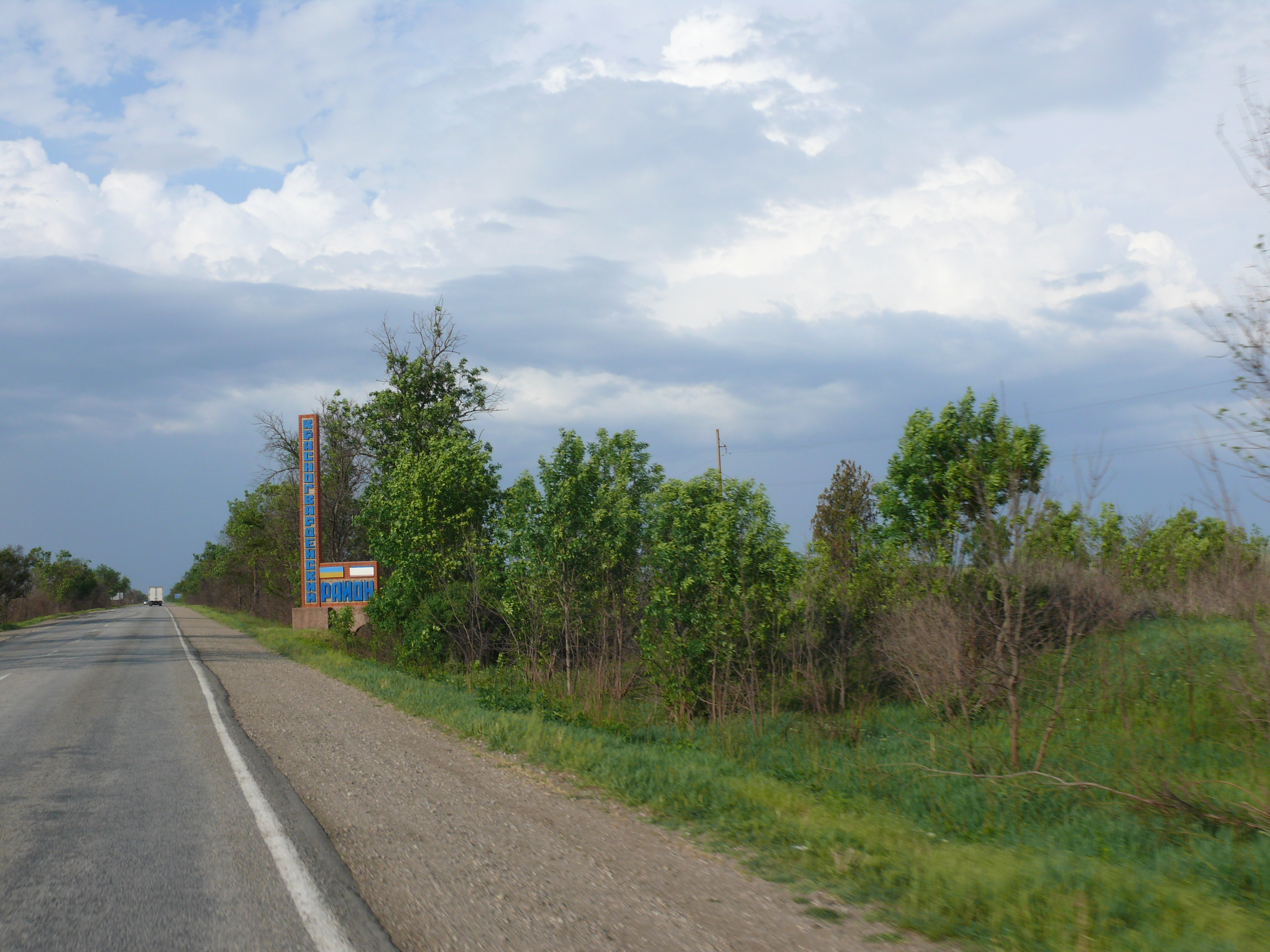
Стела на въезде в район

Поселение Курман-Кемельчи, которое располагалось на территории современного пгт Красногвардейское, упоминается в «Списках населённых пунктов Российской империи» в 1865 году.
В 1874—1875 годах рядом с Курман-Кемельчи прошла Лозово-Севастопольская железная дорога, была построена станция, после чего населённый пункт стал быстро разрастаться. В начале 1860-х годах село Курман-Кемельчи входило в состав Перекопского уезда.
В 1921 году Курман-Кемельчи стал центром Курманского района, в том же году посёлок Биюк-Онлар стал центром Биюк-Онларского района (в 1924 году район был расформирован, село вошло в состав Сарабузского, а с 1926 года — Симферопольского района, в 1930—1962 годах — центр Биюк-Онларского района).
В 1941 году территорию района оккупировали немецкие войска. Здесь действовали партизанские отряды, подпольные центры. В 1944 году район был освобожден.
В 1961 году открыт Северо-Крымский канал.
12 мая 2016 года парламент Украины, не признающей осуществлённое в 2014 году присоединение Крыма, принял постановление о переименовании Красногвардейского района в Курманский, в соответствии с законами о декоммунизации, а 17 июля 2020 года постановил присоединить к нему территорию Первомайского района, однако оба решения не вступают в силу до «возвращения Крыма под общую юрисдикцию Украины». 9 сентября 2023 года, несмотря на отсутствие контроля над полуостровом, вступили в силу поправки, которые ввели в действие данное постановление в отношении Крыма.

## Население
| 1939    | 1959    | 1970    | 1979    | 1989    | 2001    | 2009    | 2010    | 2011    |
| ------- | ------- | ------- | ------- | ------- | ------- | ------- | ------- | ------- |
| 23 535  | ↗33 072 | ↗73 215 | ↗84 208 | ↗89 236 | ↗93 686 | ↘90 772 | ↘90 711 | ↗90 722 |
| 2012    | 2013    | 2014    | 2015    | 2016    | 2017    | 2018    | 2019    | 2020    |
| ↗90 907 | ↗91 120 | ↘83 135 | ↗83 334 | ↗84 533 | ↗84 727 | ↘84 587 | ↘84 150 | ↘83 805 |
| 2021    |         |         |         |         |         |         |         |         |
| ↘83 134 |         |         |         |         |         |         |         |         |

По итогам переписи населения в Крымском федеральном округе, по состоянию на 14 октября 2014 года численность постоянного населения района составила 83135 человек (100,0 % из которых — сельское).
По состоянию на 1 января 2014 года, численность населения района составила 91408 постоянных жителей и 91269 человек наличного населения, на 1 июля 2014 года — 91381 постоянных жителей (в том числе 22559 городских (24,7 %) и 68822 сельских) и 91242 человека наличного населения.

### Национальный состав
По данным переписей населения 2001 и 2014 годов:
| национальность  | 2001, всего, чел. | % от все- го | 2014 всего, чел. | % от все- го | % от указав- ших |
| --------------- | ----------------- | ------------ | ---------------- | ------------ | ---------------- |
| указали         |                   |              | 81712            | 98,29 %      | 100,00 %         |
| русские         | 45666             | 48,69 %      | 44326            | 53,32 %      | 54,25 %          |
| крымские татары | 15619             | 16,65 %      | 16848            | 20,27 %      | 20,62 %          |
| украинцы        | 25563             | 27,26 %      | 15514            | 18,66 %      | 18,99 %          |
| белорусы        | 2059              | 2,20 %       | 1171             | 1,41 %       | 1,43 %           |
| татары          | 1061              | 1,13 %       | 936              | 1,13 %       | 1,15 %           |
| цыгане          | 253               | 0,27 %       | 410              | 0,49 %       | 0,50 %           |
| армяне          | 399               | 0,43 %       | 383              | 0,46 %       | 0,47 %           |
| корейцы         | 309               | 0,33 %       | 259              | 0,31 %       | 0,32 %           |
| узбеки          | 218               | 0,23 %       | 237              | 0,29 %       | 0,29 %           |
| азербайджанцы   | 176               | 0,19 %       | 192              | 0,23 %       | 0,23 %           |
| турки           |                   |              | 133              | 0,16 %       | 0,16 %           |
| чуваши          |                   |              | 114              | 0,14 %       | 0,14 %           |
| молдаване       |                   |              | 98               | 0,12 %       | 0,12 %           |
| мордва          |                   |              | 98               | 0,12 %       | 0,12 %           |
| поляки          | 190               | 0,20 %       | 97               | 0,12 %       | 0,12 %           |
| немцы           | 218               | 0,23 %       | 91               | 0,11 %       | 0,11 %           |
| греки           |                   |              | 78               | 0,09 %       | 0,10 %           |
| чехи            |                   |              | 70               | 0,08 %       | 0,09 %           |
| болгары         |                   |              | 66               | 0,08 %       | 0,08 %           |
| марийцы         |                   |              | 60               | 0,07 %       | 0,07 %           |
| таджики         |                   |              | 59               | 0,07 %       | 0,07 %           |
| эстонцы         |                   |              | 57               | 0,07 %       | 0,07 %           |
| удмурты         |                   |              | 55               | 0,07 %       | 0,07 %           |
| другие          | 2051              | 2,19 %       | 360              | 0,43 %       | 0,44 %           |
| не указали      |                   |              | 1423             | 1,71 %       |                  |
| всего           | 93782             | 100,00 %     | 83135            | 100,00 %     |                  |

По данным переписи 1989 года в районе проживало 89260 человек. В национальном отношении было учтено:

## Административно-муниципальное устройство
Красногвардейский район как муниципальное образование со статусом муниципального района в составе Республики Крым РФ с 2014 года включает 20 муниципальных образований в статусе сельских поселений:
1. Александровское
2. Амурское
3. Восходненское
4. Зерновское
5. Калининское
6. Клепининское
7. Колодезянское
8. Котельниковское
9. Красногвардейское
10. Краснознаменское
11. Ленинское
12. Марьяновское
13. Найдёновское
14. Новопокровское
15. Октябрьское
16. Петровское
17. Полтавское
18. Пятихатское
19. Ровновское
20. Янтарненское

До 2014 года они составляли одноимённые местные советы: 2 поселковых совета и 18 сельских советов в рамках административного деления АР Крым в составе Украины (до 1991 года — Крымской области УССР в составе СССР).

## Символика

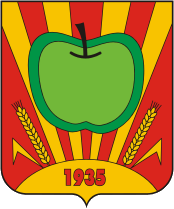
Герб Красногвардейского района образца 1996 года

Решением Красногардейского районного совета от 16 сентября 2011 года № 7/113-XIII был утверждён флаг района — прямоугольное полотнище с соотношением сторон 2:3, состоящее из двух горизонтальных полос красного и синего цвета, разделенных жёлтой полосой шириной 1/25 ширины флага. В центре флага располагался малый герб района высотой 7/10 ширины флага. Герб района, согласно утверждённому в тот же день решению 112-XIII, представлял собой прямоугольный щит с закругленными нижними углами и острием, с соотношением ширины к высоте 8:9. На щите в синем поле с двумя выпуклыми нижними красными углами, отделенными золотой сужающейся книзу каймой и обремененными справа золотой виноградной лозой, а слева золотой яблоневой ветвью с золотыми плодами, располагался золотой сноп пшеницы, перевязанный красной лентой. Щит положен на серебряный картуш, увенчан серебряной короной, составленной из колосьев и подсолнуха, и украшен снизу синей лентой с названием района серебряными буквами. Щит был положен на серебряный картуш, увенчан серебряной короной, составленной из колосьев и подсолнуха, и украшен снизу синей лентой с названием района серебряными буквами; до 2011 года действовал иной герб — «в щите на красном фоне, иллюстрирующем название района, изображение яблока, как стилизованного отображения границ района и олицетворением плодоносящего, живительного начала, в лучах восходящего солнца — элемент герба Автономной Республики Крым».
После присоединения Крыма к России местными властями продолжала использоваться утверждённая в 2011 символика. 16 декабря 2020 года Красногвардейский районный совет утвердил новый флаг — «прямоугольное двухстороннее полотнище с отношением ширины к длине 2:3, воспроизводящее фигуры из герба Красногвардейского района, выполненные синим, красным и жёлтым цветом. Обратная сторона полотнища зеркально воспроизводит лицевую». Герб 2011 года был сохранён.

## Населённые пункты
В состав Красногвардейского района входят 84 населённых пункта, в том числе: 2 посёлка городского типа (Красногвардейское и Октябрьское), 81 село и 1 посёлок (сельского типа), при этом с 2014 года все посёлки городского типа (пгт) Республики Крым также отнесены к сельским населённым пунктам:
| №  | Населённый пункт  | Тип     | Историческое название              | Население (чел.) | Местный совет до 2014 года | Муниципальное образование с 2014 года |
| -- | ----------------- | ------- | ---------------------------------- | ---------------- | -------------------------- | ------------------------------------- |
| 1  | Красногвардейское | пгт     | Курман, Курман-Кемельчи            | ↘11 073          | Красногвардейский поссовет | Красногвардейское сельское поселение  |
| 2  | Видное            | посёлок | Джангара                           | ↗778             | Красногвардейский поссовет | Красногвардейское сельское поселение  |
| 3  | Александровка     | село    | Бий-Акай-Кемельчи (до сер. XIX в.) | ↘1301            | Александровский сельсовет  | Александровское сельское поселение    |
| 4  | Краснодарка       | село    | Кончи-Шава                         | ↘422             | Александровский сельсовет  | Александровское сельское поселение    |
| 5  | Тимашовка         | село    | Джаны-Кесек                        | ↘482             | Александровский сельсовет  | Александровское сельское поселение    |
| 6  | Амурское          | село    | Алабаш-Конрат                      | ↘2687            | Амурский сельсовет         | Амурское сельское поселение           |
| 7  | Искра             | село    |                                    | ↘143             | Амурский сельсовет         | Амурское сельское поселение           |
| 8  | Новоалексеевка    | село    |                                    | ↗630             | Амурский сельсовет         | Амурское сельское поселение           |
| 9  | Новозуевка        | село    |                                    | ↘501             | Амурский сельсовет         | Амурское сельское поселение           |
| 10 | Новоивановка      | село    |                                    | ↗141             | Амурский сельсовет         | Амурское сельское поселение           |
| 11 | Цветково          | село    | Чече                               | ↘209             | Амурский сельсовет         | Амурское сельское поселение           |
| 12 | Восход            | село    | Найлебен                           | ↗4971            | Восходненский сельсовет    | Восходненское сельское поселение      |
| 13 | Владимирово       | село    | Ней-Гофнунгсталь                   | ↘75              | Восходненский сельсовет    | Восходненское сельское поселение      |
| 14 | Доходное          | село    | Чалбаш                             | ↘155             | Восходненский сельсовет    | Восходненское сельское поселение      |
| 15 | Заря              | село    | Ойфленбург                         | ↘175             | Восходненский сельсовет    | Восходненское сельское поселение      |
| 16 | Знаменка          | село    | Берлик                             | ↘474             | Восходненский сельсовет    | Восходненское сельское поселение      |
| 17 | Климово           | село    | Ротендорф                          | ↘638             | Восходненский сельсовет    | Восходненское сельское поселение      |
| 18 | Нахимово          | село    | Мишен                              | ↘90              | Восходненский сельсовет    | Восходненское сельское поселение      |
| 19 | Новосельцы        | село    | Фрайдорф                           | ↘269             | Восходненский сельсовет    | Восходненское сельское поселение      |
| 20 | Плодородное       | село    | Коктейин                           | ↘300             | Восходненский сельсовет    | Восходненское сельское поселение      |
| 21 | Чапаево           | село    | Нейшпроцунг                        | ↘249             | Восходненский сельсовет    | Восходненское сельское поселение      |
| 22 | Зерновое          | село    | Якубовка                           | ↘1023            | Зерновской сельсовет       | Зерновское сельское поселение         |
| 23 | Новоекатериновка  | село    |                                    | ↘207             | Зерновской сельсовет       | Зерновское сельское поселение         |
| 24 | Калинино          | село    | Калининдорф                        | ↘1120            | Калининский сельсовет      | Калининское сельское поселение        |
| 25 | Вишняковка        | село    | Кодагай                            | ↘308             | Калининский сельсовет      | Калининское сельское поселение        |
| 26 | Коммунары         | село    | Анновка                            | ↘598             | Калининский сельсовет      | Калининское сельское поселение        |
| 27 | Победино          | село    | Алгазы-Конрат                      | ↘233             | Калининский сельсовет      | Калининское сельское поселение        |
| 28 | Клепинино         | село    | Ташлы-Кыпчак                       | ↘1966            | Клепининский сельсовет     | Клепининское сельское поселение       |
| 29 | Карповка          | село    | Каравул-Джангара                   | ↘867             | Клепининский сельсовет     | Клепининское сельское поселение       |
| 30 | Ястребовка        | село    | Темир                              | ↘153             | Клепининский сельсовет     | Клепининское сельское поселение       |
| 31 | Колодезное        | село    | Чонрав                             | ↘997             | Колодезянский сельсовет    | Колодезянское сельское поселение      |
| 32 | Докучаево         | село    | Тиленчи, ранее Тиленчи-Аджи        | ↘277             | Колодезянский сельсовет    | Колодезянское сельское поселение      |
| 33 | Пологи            | село    | Ай-Тувган Немецкий                 | ↘137             | Колодезянский сельсовет    | Колодезянское сельское поселение      |
| 34 | Котельниково      | село    | Акъяр-Джийрен                      | ↘1373            | Котельниковский сельсовет  | Котельниковское сельское поселение    |
| 35 | Дубровское        | село    | Молла-Эли                          | ↘672             | Котельниковский сельсовет  | Котельниковское сельское поселение    |
| 36 | Машино            | село    | Юзлер                              | ↘25              | Котельниковский сельсовет  | Котельниковское сельское поселение    |
| 37 | Краснознаменка    | село    |                                    | ↘1201            | Краснознаменский сельсовет | Краснознаменское сельское поселение   |
| 38 | Радужное          | село    | Кыр-Байлар-Вакуф                   | ↘2               | Краснознаменский сельсовет | Краснознаменское сельское поселение   |
| 39 | Рогово            | село    | Яны-Сала                           | ↘230             | Краснознаменский сельсовет | Краснознаменское сельское поселение   |
| 40 | Симоненко         | село    | Ильгери-Аблам                      | ↘126             | Краснознаменский сельсовет | Краснознаменское сельское поселение   |
| 41 | Тимошенко         | село    | Озенбаш                            | ↘589             | Краснознаменский сельсовет | Краснознаменское сельское поселение   |
| 42 | Трактовое         | село    | Джума-Аблам                        | ↘372             | Краснознаменский сельсовет | Краснознаменское сельское поселение   |
| 43 | Ленинское         | село    | Лениндорф, ранее Кыр-Байлар        | ↘1725            | Ленинский сельсовет        | Ленинское сельское поселение          |
| 44 | Звёздное          | село    | Очка-Байлар                        | ↗219             | Ленинский сельсовет        | Ленинское сельское поселение          |
| 45 | Прямое            | село    | Болатчи                            | ↘107             | Ленинский сельсовет        | Ленинское сельское поселение          |
| 46 | Марьяновка        | село    | Маре                               | ↗2494            | Марьяновский сельсовет     | Марьяновское сельское поселение       |
| 47 | Ульяновка         | село    |                                    | ↘219             | Марьяновский сельсовет     | Марьяновское сельское поселение       |
| 48 | Щербаково         | село    | Мырзалар-Кемельчи                  | ↗614             | Марьяновский сельсовет     | Марьяновское сельское поселение       |
| 49 | Найдёновка        | село    | Табулды                            | ↘1310            | Найдёновский сельсовет     | Найдёновское сельское поселение       |
| 50 | Золотое           | село    | Ала-Тай                            | ↘48              | Найдёновский сельсовет     | Найдёновское сельское поселение       |
| 51 | Орловка           | село    | Крымчак                            | ↘53              | Найдёновский сельсовет     | Найдёновское сельское поселение       |
| 52 | Новопокровка      | село    |                                    | ↘1212            | Новопокровский сельсовет   | Новопокровское сельское поселение     |
| 53 | Красная Долина    | село    |                                    | ↘59              | Новопокровский сельсовет   | Новопокровское сельское поселение     |
| 54 | Мироновка         | село    | Старый Баявут                      | ↘102             | Новопокровский сельсовет   | Новопокровское сельское поселение     |
| 55 | Мускатное         | село    | Адаргын Немецкий                   | ↘1333            | Новопокровский сельсовет   | Новопокровское сельское поселение     |
| 56 | Невское           | село    | Куль-Оба                           | ↘251             | Новопокровский сельсовет   | Новопокровское сельское поселение     |
| 57 | Новодолинка       | село    | Ней-Либенталь                      | ↘13              | Новопокровский сельсовет   | Новопокровское сельское поселение     |
| 58 | Проточное         | село    | Новый Баявут                       | ↘151             | Новопокровский сельсовет   | Новопокровское сельское поселение     |
| 59 | Октябрьское       | пгт     | Биюк-Онлар                         | ↗10 932          | Октябрьский поссовет       | Октябрьское сельское поселение        |
| 60 | Петровка          | село    |                                    | ↘6389            | Петровский сельсовет       | Петровское сельское поселение         |
| 61 | Ближнее           | село    | Кокчора-Кыят                       | ↗963             | Петровский сельсовет       | Петровское сельское поселение         |
| 62 | Известковое       | село    | Самав                              | ↘274             | Петровский сельсовет       | Петровское сельское поселение         |
| 63 | Красная Поляна    | село    | Борьба, Кара-Чакмак                | ↗828             | Петровский сельсовет       | Петровское сельское поселение         |
| 64 | Кремневка         | село    | Сары-Чакмак и Паша-Чакмак          | ↘624             | Петровский сельсовет       | Петровское сельское поселение         |
| 65 | Миролюбовка       | село    | Кендже                             | ↘771             | Петровский сельсовет       | Петровское сельское поселение         |
| 66 | Новоэстония       | село    | Новая Эстония                      | ↘1027            | Петровский сельсовет       | Петровское сельское поселение         |
| 67 | Пушкино           | село    | Цареквичи                          | ↘663             | Петровский сельсовет       | Петровское сельское поселение         |
| 68 | Полтавка          | село    |                                    | ↘1937            | Полтавский сельсовет       | Полтавское сельское поселение         |
| 69 | Комаровка         | село    | Новый Итак                         | ↗660             | Полтавский сельсовет       | Полтавское сельское поселение         |
| 70 | Курганное         | село    | Костель                            | ↗42              | Полтавский сельсовет       | Полтавское сельское поселение         |
| 71 | Пятихатка         | село    | Бешуйли                            | ↘2375            | Пятихатский сельсовет      | Пятихатское сельское поселение        |
| 72 | Азов              | село    |                                    | ↘94              | Пятихатский сельсовет      | Пятихатское сельское поселение        |
| 73 | Заречное          | село    | Товмай                             | ↘171             | Пятихатский сельсовет      | Пятихатское сельское поселение        |
| 74 | Менделеево        | село    | Акула                              | ↘205             | Пятихатский сельсовет      | Пятихатское сельское поселение        |
| 75 | Салгирка          | село    |                                    | ↘1               | Пятихатский сельсовет      | Пятихатское сельское поселение        |
| 76 | Холмовое          | село    | Джага-Шейх-Эли                     | ↘0               | Пятихатский сельсовет      | Пятихатское сельское поселение        |
| 77 | Ровное            | село    | Кара-Асан                          | ↘1399            | Ровновский сельсовет       | Ровновское сельское поселение         |
| 78 | Молочное          | село    | Эгерлик                            | ↘550             | Ровновский сельсовет       | Ровновское сельское поселение         |
| 79 | Некрасово         | село    |                                    | ↗1026            | Ровновский сельсовет       | Ровновское сельское поселение         |
| 80 | Новоникольское    | село    | Бек-Болатчи                        | ↘355             | Ровновский сельсовет       | Ровновское сельское поселение         |
| 81 | Янтарное          | село    | Ташлы-Даир                         | ↘2368            | Янтарненский сельсовет     | Янтарненское сельское поселение       |
| 82 | Григорьевка       | село    | Мамек (до сер. XIX в.)             | ↘288             | Янтарненский сельсовет     | Янтарненское сельское поселение       |
| 83 | Красный Партизан  | село    | Борангар                           | ↘677             | Янтарненский сельсовет     | Янтарненское сельское поселение       |
| 84 | Удачное           | село    | Ишунь-Эсен-Бак                     | ↘896             | Янтарненский сельсовет     | Янтарненское сельское поселение       |

## Экономика

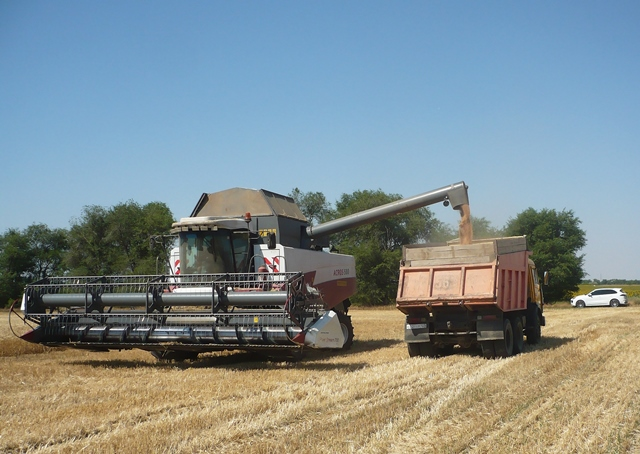
Уборка урожая, 2017 год

В экономике района ведущее место занимает сельскохозяйственное производство. Работают 34 коллективных сельскохозяйственных предприятия, Крымский институт агропромышленного производства, 147 фермерских хозяйств.
Основные предприятия:
- завод продтоваров,
- Октябрьский винзавод,
- Краснопартизанский винзавод,
- ОАОП «Красногвардейский маслозавод»,
- Урожайненский комбинат хлебопродуктов,
- Элеваторный комбинат хлебопродуктов,
- комбинат хлебопечения.

## Социальная сфера

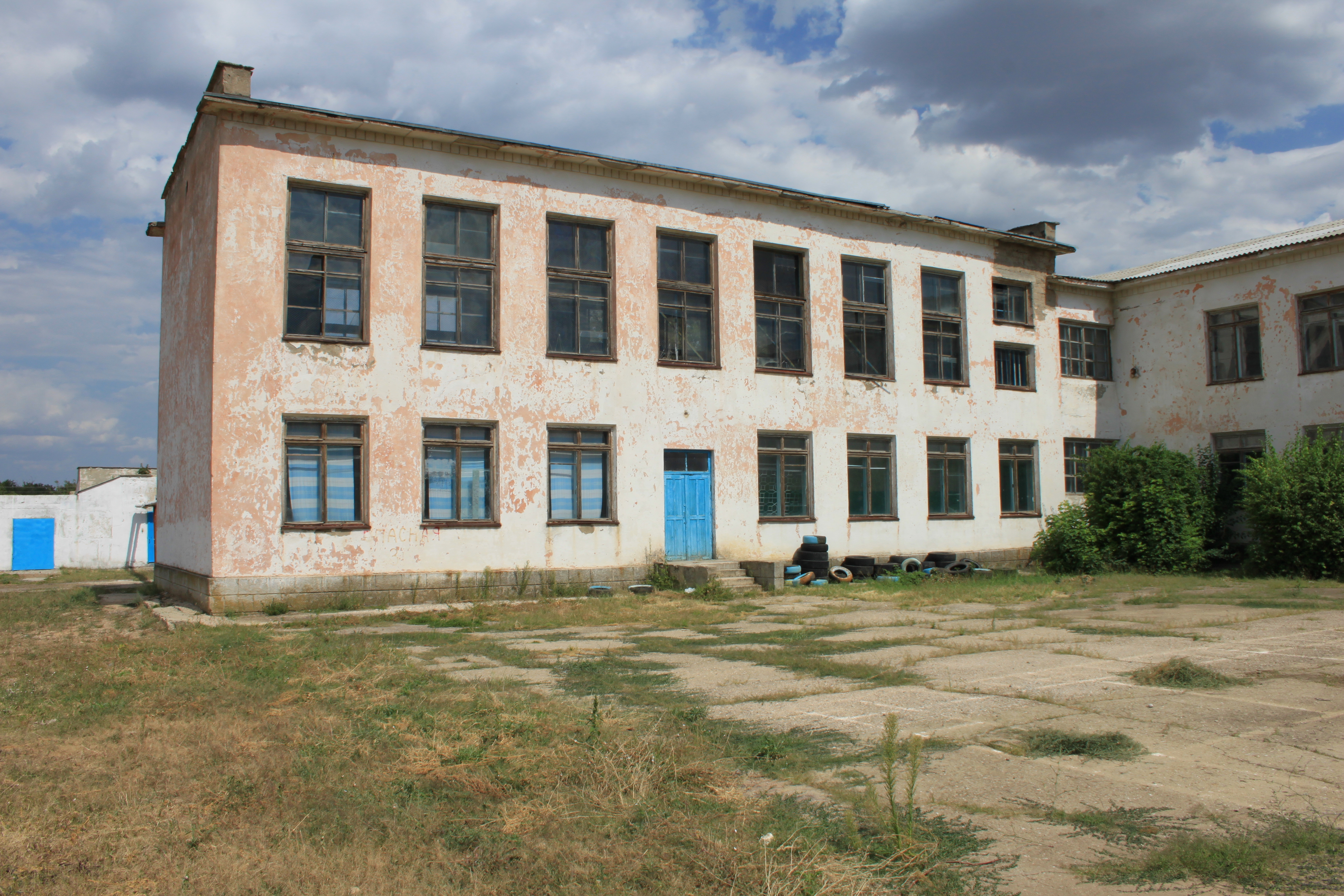
Школа в Амурском

В Красногвардейском районе работают 35 общеобразовательных школ, профессионально-техническое училище; районный Дом культуры, 46 клубных учреждений, 52 библиотеки, 5 школа эстетического воспитания, ДЮСШ, спортивное общество; 2 больницы, 12 амбулаторий, 49 фельдшерско-акушерских пунктов, санаторий-профилакторий — в настоящее время Красногвардейский межрегиональный приют для детей. Действуют 2 историко-революционных музея, краеведческий музей, 3 комнаты боевой славы. Работают филиалы трех банков. В районе функционируют 39 религиозных общин. В районе создан ландшафтный заповедник.

## Известные уроженцы
- Октябрьская, Мария Васильевна (1905—1944) — гвардии сержант, Герой Советского Союза (посмертно). В годы Великой Отечественной войны на собственные сбережения построила танк Т-34 «Боевая подруга», став его механиком-водителем.
- Умеров, Эрвин Османович (1938—2007) — крымскотатарский писатель.